# Cheironitis dentifemoralis
Cheironitis dentifemoralis är en skalbaggsart som beskrevs av Ferreira 1976. Cheironitis dentifemoralis ingår i släktet Cheironitis och familjen bladhorningar. Inga underarter finns listade i Catalogue of Life.